# Zwitterió
Un zwitterió (de l'alemany "zwitter", "híbrid", "hermafrodita") és un compost químic que és elèctricament neutre, però que té càrregues formals positives i negatives en àtoms diferents. Els zwitterions són polars i normalment presenten una elevada solubilitat en aigua i força baixa en molts dissolvents orgànics de caràcter apolar.
Els amfòlits són molècules que contenen grups àcids i grups bàsics (i són, per tant, amfòters) que existeixen com a ions dipolars en certs intervals de pH. El pH al qual totes les molècules estan en la forma d'ió dipolar es coneix com a punt isoelèctric de la molècula. Les molècules amfòlites són excel·lents per a l'elaboració de les dissolucions tampó, ja que aguanten lleus addicions d'àcids o bases i esmorteeixen els canvis de pH de la dissolució per ionització selectiva. En presència d'àcids, aquestes molècules acceptaran ions d'hidrogen, que eliminen de la dissolució. Al contrari, en presència de bases, donaran ions d'hidrogen a la dissolució, i esmorteiran igualment el pH.

Un aminoàcid, a la imatge (1) de la forma normal (sense ionitzar) i a la imatge (2) en forma de zwitterió

## Aplicacions dels zwitterions
- Són utilitzats com a agents esmorteïdors en la majoria de les millors dissolucions tampó:
  - Els àcids aminosulfònics basats en MES, MOPS, HEPES, PIPES o CAPS
  - Els àcids aminocarboxílics (aminoàcids) derivats de la glicina, i els seus derivats bicina, tricina, i alanina
- Usats com detergents:
  - CHAPS
- Productes naturals com els alcaloides, psilocibina i àcid lisèrgic.

Exemples menys comuns de zwitterions són:
- Zwitterions quininoides.
- Drogues com ara la Fexofenadina (Allegra ®).